# William Lewis (físico-químico)
William Cudmore McCullagh Lewis (Belfast, 29 de junho de 1885 — Malvern, Worcestershire, 11 de fevereiro de 1956) foi um químico britânico.
Foi professor da Universidade de Liverpool.
Em 1918 desenvolveu a teoria das colisões das reações químicas, independentemente de Max Trautz na Alemanha, que publicou a teoria em 1916, a qual Lewis não conhecia condicionado pela Primeira Guerra Mundial.
Em 1926 tornou-se membro da Royal Society.

## Obras
- A system of physical chemistry, 3 Volumes, Longmans, Green 1923 a 1925, Volume 3